# Elección para alcalde de Filadelfia de 1999
La elección para alcalde de Filadelfia de 1999 tuvo lugar el 2 de noviembre. 

## Primaria demócrata
| Resultados de las primarias demócratas | Resultados de las primarias demócratas | Resultados de las primarias demócratas | Resultados de las primarias demócratas | Resultados de las primarias demócratas | Resultados de las primarias demócratas |
| Partido                                | Partido                                | Candidato/a                            | Votos                                  | %                                      |                                        |
| -------------------------------------- | -------------------------------------- | -------------------------------------- | -------------------------------------- | -------------------------------------- | -------------------------------------- |
|                                        | Demócrata                              | John F. Street                         | 107,285                                | 36.11%                                 |                                        |
|                                        | Demócrata                              | Martin Weinberg                        | 91,457                                 | 30.78%                                 |                                        |
|                                        | Demócrata                              | John F. White Jr.                      | 64,657                                 | 21.76%                                 |                                        |
|                                        | Demócrata                              | Happy Fernandez                        | 18,200                                 | 6.13%                                  |                                        |
|                                        | Demócrata                              | Dwight Evans                           | 13,711                                 | 4.62%                                  |                                        |
|                                        | Demócrata                              | Queena Bass                            | 1,802                                  | 0.61%                                  |                                        |
| Total                                  | Total                                  | Total                                  | 297,112                                | 100.0%                                 |                                        |

## Elección general
| Elección para alcalde de Filadelfia de 1999 | Elección para alcalde de Filadelfia de 1999 | Elección para alcalde de Filadelfia de 1999 | Elección para alcalde de Filadelfia de 1999 | Elección para alcalde de Filadelfia de 1999 | Elección para alcalde de Filadelfia de 1999 |
| Partido                                     | Partido                                     | Candidato/a                                 | Votos                                       | %                                           |                                             |
| ------------------------------------------- | ------------------------------------------- | ------------------------------------------- | ------------------------------------------- | ------------------------------------------- | ------------------------------------------- |
|                                             | Demócrata                                   | John F. Street                              | 222,823                                     | 50.74%                                      |                                             |
|                                             | Republicano                                 | Sam Katz                                    | 203,908                                     | 48.59%                                      |                                             |
|                                             | Constitución                                | John P. McDermott                           | 2,964                                       | 0.68%                                       |                                             |
| Total                                       | Total                                       | Total                                       | 439,163                                     | 100.0%                                      |                                             |
|                                             | Control Demócrata                           |                                             |                                             |                                             |                                             |